# Nicolaus von Suhm
Nicolaus von Suhm (* 8. Februar 1697; † 13. April 1760) war sächsischer Diplomat.

## Familie
Nicolaus von Suhm entstammte der dänischen Adelsfamilie Familie Suhm und war ein Sohn des königlich polnischen und kursächsischen Geheimen Kriegs- und Kammerrat Burchard von Suhm (1666–1720) und der Gesilla von Brüggemann (1672–1711). Er blieb unvermählt.

## Leben
Suhm begleitete zunächst seinen Vater auf dem Friedenskongress in Utrecht und bei dessen Gesandtschaft in Paris, war dann mit Jacob Heinrich von Flemming in Polen, Wien und Berlin, wurde 1722 Legationsrat mit Beschäftigung im Geheimen Kabinett, 1744 folgte die Gesandtschaft nach Brüssel, 1745–1750 war er Gesandter in Schweden und wurde schließlich 1747 Geheimer Kriegsrat. 1751 erhielt Suhm die Bewilligung einer Pension.
Suhm war Herr auf Gersdorf bei Dresden.

## Trivia
Nicolaus von Suhm Informierte Friedrichs des Großen über das Ableben seines Bruders Ulrich Friedrich von Suhm, woraufhin dieser am 26. November 1740 aus Rheinsberg mit einem Brief erwiderte.